# 1-Nitronaphthalin
1-Nitronaphthalin ist eine chemische Verbindung aus der Gruppe der aromatischen Nitroverbindungen. Es ist ein gelber Feststoff mit aromatischem Geruch.

## Vorkommen
1-Nitronaphthalin kommt in geringer Konzentration in Dieselmotorabgasen vor.

## Gewinnung und Darstellung
Die technische Herstellung von 1-Nitronaphthalin erfolgt durch die Nitrierung von Naphthalin mit Nitriersäure, einem Gemisch aus Salpeter- und Schwefelsäure, bei Temperaturen von 50–60 °C.
Man arbeitet dabei diskontinuierlich im Rührkessel und lässt die Nitriersäure in vorgelegtes Naphthalin einfließen. Das Rohproduktgemisch enthält etwa 90–95 % 1-Nitronaphthalin und nur geringe Mengen an 2-Nitronaphthalin (~ 5 %). Es wird durch Vakuumdestillation aufgetrennt und kann durch Umkristallisation weiter aufgereinigt werden.

## Verwendung
1-Nitronaphthalin wird zur Herstellung von 1-Naphthylamin, einer Vorstufe von Farbstoffen (speziell Azofarbstoffen) und Schädlingsbekämpfungsmitteln verwendet.

## Sicherheitshinweise
Stäube von 1-Nitronaphthalin können mit Luft explosionsfähige Gemische bilden. Es besteht der Verdacht, dass 1-Nitronaphthalin ein krebserzeugendes Potential besitzt.